# ピラール・パロメロ
ピラール・パロメロ（スペイン語: Pilar Palomero、1980年 - ）は、スペイン・サラゴサ出身の映画監督・脚本家。2020年の『スクールガールズ』はゴヤ賞で作品賞・脚本賞・新人監督賞を受賞した。

## 経歴
1980年にアラゴン州サラゴサに生まれ、サラゴサ大学とマドリード映画学校(ECAM)で学んだ。
2020年には自身の体験を投影した初長編映画『スクールガールズ』を監督した。フェロス賞ではドラマ作品賞と監督賞と脚本賞を受賞し、ゴヤ賞では作品賞・脚本賞・新人監督賞を受賞した。

## フィルモグラフィー
- 2020年 『スクールガールズ』

## 受賞とノミネート
ゴヤ賞
| 年   | 作品             | 部門       | 結果 |
| ---- | ---------------- | ---------- | ---- |
| 2021 | スクールガールズ | 作品賞     | 受賞 |
| 2021 | スクールガールズ | 脚本賞     | 受賞 |
| 2021 | スクールガールズ | 新人監督賞 | 受賞 |

フェロス賞
| 年   | 作品             | 部門         | 結果 |
| ---- | ---------------- | ------------ | ---- |
| 2021 | スクールガールズ | ドラマ作品賞 | 受賞 |
| 2021 | スクールガールズ | 監督賞       | 受賞 |
| 2021 | スクールガールズ | 脚本賞       | 受賞 |

フォルケ賞
| 年   | 作品             | 部門   | 結果 |
| ---- | ---------------- | ------ | ---- |
| 2021 | スクールガールズ | 作品賞 | 受賞 |

ガウディ賞
| 年   | 作品             | 部門   | 結果 |
| ---- | ---------------- | ------ | ---- |
| 2021 | スクールガールズ | 監督賞 | 受賞 |

スペイン映画批評家協会賞
| 年   | 作品             | 部門       | 結果 |
| ---- | ---------------- | ---------- | ---- |
| 2021 | スクールガールズ | 新人監督賞 | 受賞 |
| 2021 | スクールガールズ | 監督賞     | 受賞 |